# ハーマンモータースポーツ
ハーマンモータースポーツ（HAMANN Motorsport）は、ドイツの南に位置するラウプハイムに本拠地を置くチューナー。

## 概要
創立者リチャード・ハーマンが、フィアット・127でレーシングドライバーとしてデビューし、ドイツ国内でBMW-M1やグループC、DTM,そしてF3などで3度のチャンピオンになるなどの栄冠を手にしたのち、その経験を元にHAMANN Motorsportを設立。
1986年、M3 (E30) モデルをベースにチューニングしその性能は348hpを発揮、最高速273km/hを記録して話題になった。
近年ではBMWだけではなく、フェラーリやランボルギーニ、ポルシェ、レンジローバー、メルセデス・ベンツ等の車種のチューニングも手がけている。
日本では大阪のハーマンモータースポーツジャパン(株)が輸入元を勤めている。